# Solenostoma subrubrum
Solenostoma subrubrum là một loài rêu tản trong họ Jungermanniaceae. Loài này được (Stephani) Váňa & D.G. Long mô tả khoa học lần đầu tiên năm 2009.